# كأس البرتغال 2017–18
كأس البرتغال 2017–18 (بالبرتغالية: Taça de Portugal de 2017–18‏) هو الموسم 78 من  كأس البرتغال. أقيم خلال الفترة 3 سبتمبر 2017 وحتى 20 مايو 2018، وكان عدد الأندية المشاركة فيه  153، وفاز فيه نادي ديبورتيفو داس أيفيس.